# Федюнькін Дмитро Федорович
Дмитро Федорович Федюнькін (20 вересня 1905, село Саїтовка Кочкуровської волості Нижньогородської губернії, тепер Нижньогородської області, Російська Федерація — 1957, місто Перм, тепер Російська Федерація) — радянський державний діяч, голова Молотовського (Пермського) облвиконкому. Депутат Верховної ради СРСР 3-го скликання. Кандидат біологічних наук, доцент.

## Біографія
Народився в селянській родині. З 1919 по 1923 рік працював пастухом у приватних селянських господарствах.
У 1924—1927 роках — голова комітету взаємодопомоги сільської бідноти.
З 1927 по 1931 рік навчався в педагогічному технікумі.
У 1931—1934 роках — відповідальний секретар районної газети «За колгоспне життя».
У 1934—1938 роках — студент Пермського державного університету.
З липня по грудень 1938 року — заступник ректора Пермського державного університету.
У 1938—1941 роках — аспірант Пермського (Молотовського) державного університету.
Член ВКП(б) з 1939 року.
У 1941—1942 роках — викладач Молотовського державного університету.
У 1942—1943 роках — начальник політичного відділу Судинської машинно-тракторної станції Молотовської області.
У 1943—1944 роках — інструктор сільськогосподарського відділу Молотовського обласного комітету ВКП(б).
У березні — серпні 1944 року — заступник завідувача сільськогосподарського відділу Молотовського обласного комітету ВКП(б).
У 1944—1946 роках — завідувач сільськогосподарського відділу Молотовського обласного комітету ВКП(б).
У 1946—1947 роках — секретар Молотовського обласного комітету ВКП(б) з кадрів.
У 1947—1949 роках — 3-й секретар Молотовського обласного комітету ВКП(б).
У червні 1949 — листопаді 1950 року — голова виконавчого комітету Молотовської обласної ради депутатів трудящих.
З 1950 року — завідувач кафедри Молотовського (з 1957 року — Пермського) сільськогосподарського інституту. Член Всесоюзного Ботанічного товариства з 1955 року.
Помер 1957 року в місті Пермі.

## Нагороди
- орден Червоної Зірки
- медалі